# Camille Polonceau

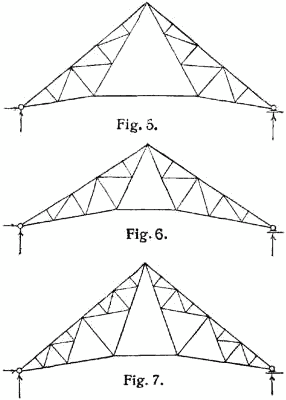
Cerchas Polonceau

Jean-Barthélémy Camille Polonceau (Chambéry, 29 de octubre de 1813 - Viry-Châtillon, 21 de septiembre de 1859) fue un ingeniero de ferrocarriles francés, recordado por ser el inventor de la «cercha Polonceau» (una tipología de estructura triangulada de barras metálicas o de madera), y el creador del tren imperial de Napoleón III.

## Biografía
Era hijo de Antoine-Rémy Polonceau (1778-1847), un ingeniero de Puentes y Caminos (Ponts et Chaussées) y constructor de puentes, y primo hermano de Gustave Ernest Polonceau (1832-1900) ingeniero ferroviario que hizo innovaciones en las máquinas de vapor.
Jean-Camille Barthélémy Polonceau fue diplomado «Hors Ligne» de la École Centrale des Arts et Manufactures. A su salida de la escuela, Auguste Perdonnet, ingeniero jefe de la Compañía de ferrocarril de París a Versailles-Rive Gauche le llevó con él para la construcción de la línea de París a Versailles-Rive-Gauche. En este puesto diseñó en 1837 un sistema de carpintería de hierro y madera para un pequeño edificio de la vía férrea, que se convertirá en la "«cercha Polonceau» "(cercha dispuesta en V invertida, definida por la Real Academia de Ingeniería como una «cercha triangulada con dos pendolones oblicuos, de cuyo nudo con el tirante arrancan dos codales que apuntalan los pares por su mitad.»).
Fue director de la Compañía de ferrocarril de Estrasburgo a Basilea de 1842 a 1847. Fabricó el tren imperial de Napoleón III de la Compañía del Ferrocarril de París a Orleans.

## Homenajes
- Su nombre está entre los72 sabios inscritos en la Torre Eiffel.[2]
- Oficial de la Legión de Honor.

## Publicaciones
- «Notice sur nouveau système de charpente en bois et fer» [Noticia sobre un nuevo sistema de carpintería en madera y hierro], en la Revue Générale de l'architecture et des travaux publics, 1840, p. 27-32.
- Portefeuille de l'ingénieur des Chemins de fer, con Auguste Perdonnet, editor L. Mathias, 1843-1846.
- Guide du mécanicien constructeur et conducteur de machines locomotives, con Louis Le Chatelier, Eugène Flachat y Jules Petiet, ediciones Paul Dupont, París, 1851.
- Nouveau portefeuille de l'ingénieur des chemins de fer, con Auguste Perdonnet (dir.) y Eugène Flachat, ediciones Eugène Lacroix, Paris, 1866, 592 p.